# Krowe
Krowe is een bestuurslaag in het regentschap Magetan van de provincie Oost-Java, Indonesië. Krowe telt 5275 inwoners (volkstelling 2010).